# Drá-Tafilete
Drá-Tafilete (em árabe, درعة - تافيلالت; em francés, Drâa-Tafilalet) é uma das 12 regiões administrativas de primeiro nível de Marrocos criadas pela reforma administrativa de 2015. A sua capital administrativa é a cidade de Errachidia. Em 2014 tinha 1.635.008 habitantes,o que correspondia a  4,8% de toda a população Marroquina.

## Limites
Os limites administrativos da região são:
Norte: As regiões de Fès-Meknès e a região de Béni Mellal-Khénifra.
Leste: A região Oriental e a Argélia.
Oeste: As regiões de Marrakech-Safi e a região de Suz-Massa.
Sul: Argélia.

## Organização Administrativa
Administrativamente a região está dividida em 5 províncias, 17 círculos e 125 comunas.

### Prefeituras/Províncias
A primeira divisão administrativa da região é feita entre províncias e prefeituras (estas últimas são o equivalente urbano das primeiras).
| Prefeituras /Províncias | Tipo      | Habitantes (em 2014) |
| ----------------------- | --------- | -------------------- |
| Errachidia              | Província | 418.451              |
| Tinghir                 | Província | 322.412              |
| Zagora                  | Província | 307.306              |
| Midelt                  | Província | 289.337              |
| Ouarzazate              | Província | 297.502              |
| Total                   | Região    | 1.635.008            |

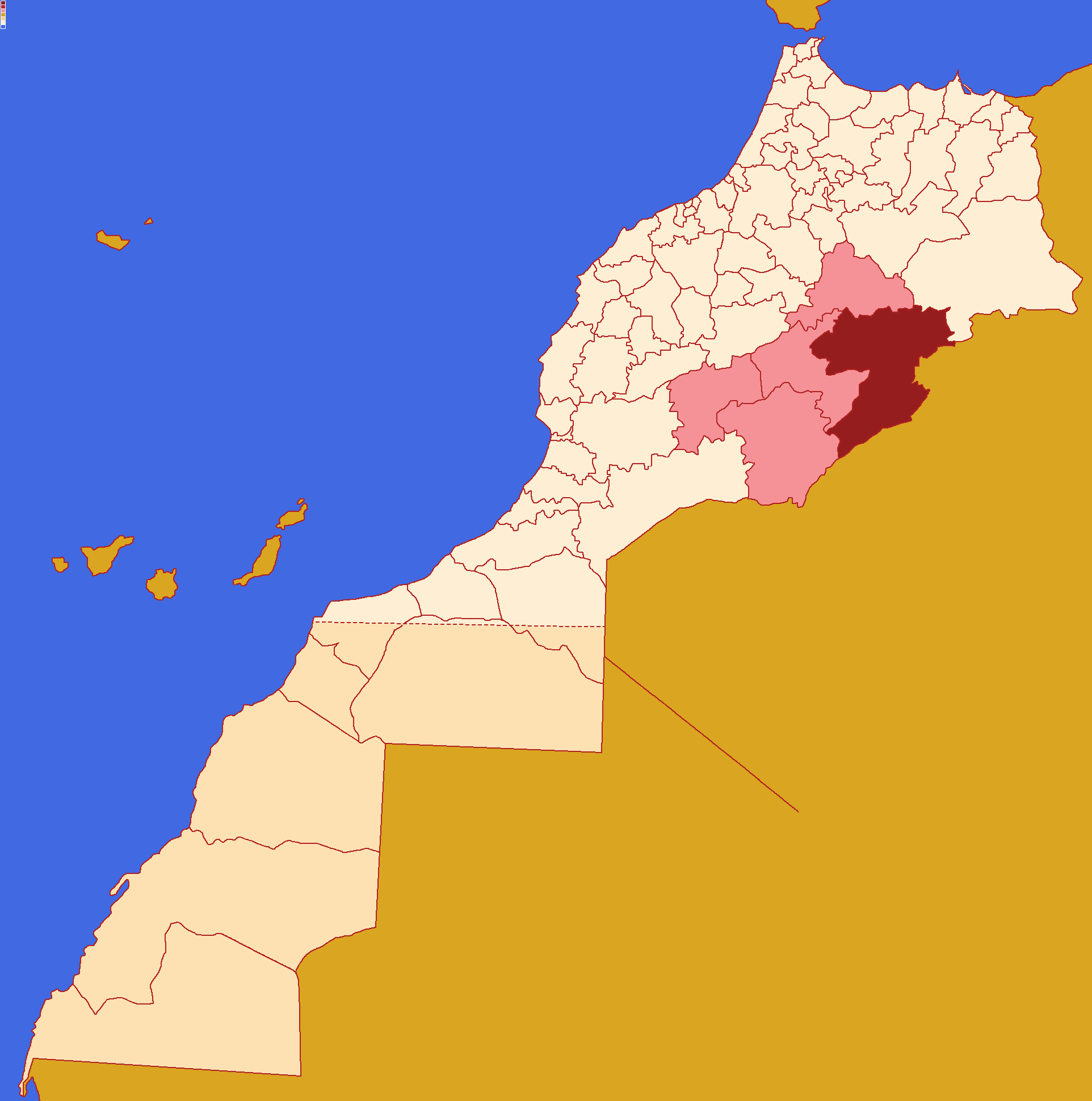
Província de Errachidia
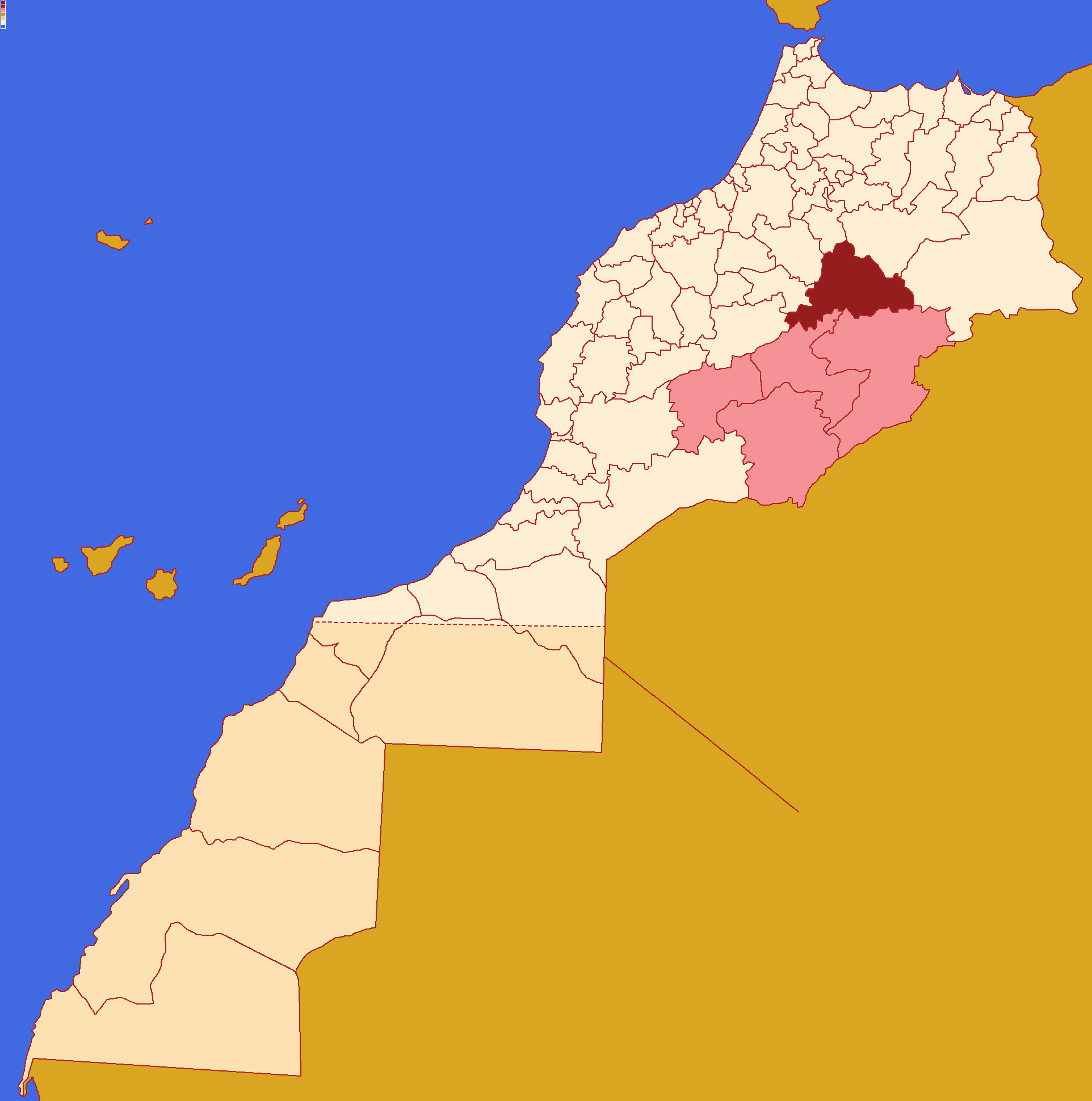
Província de Midelt
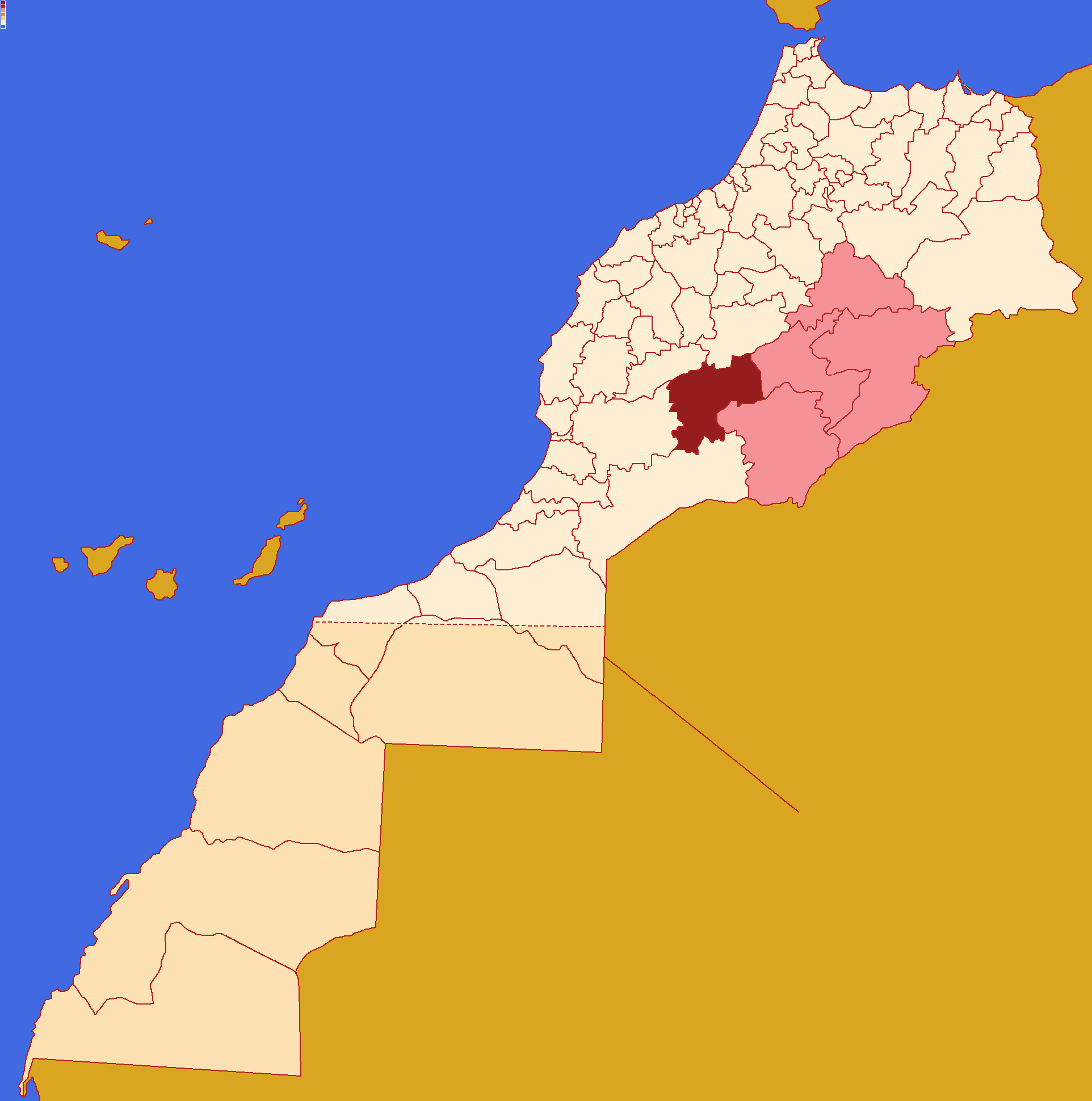
Província de Ouarzazate
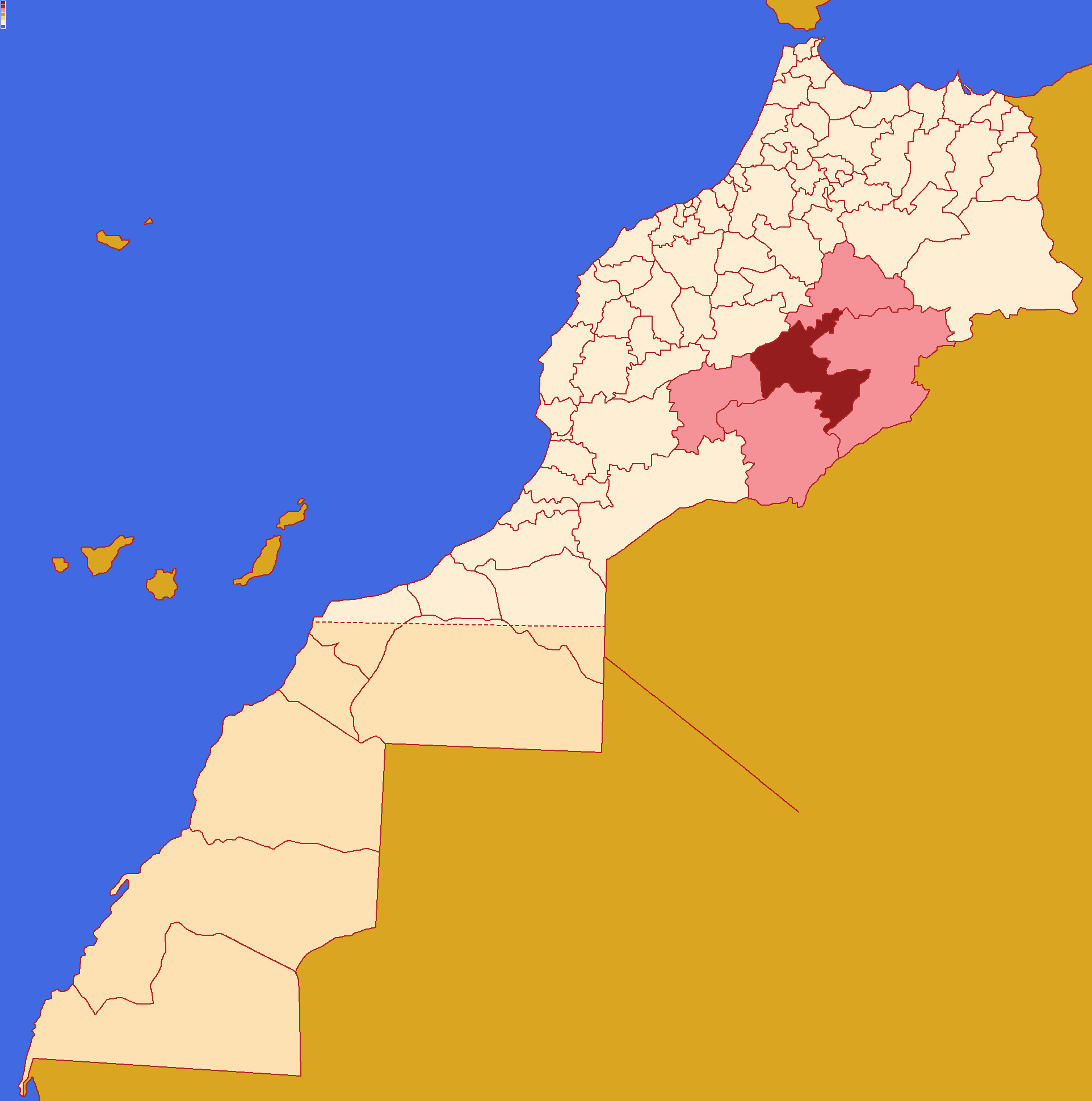
Província de Tinghir
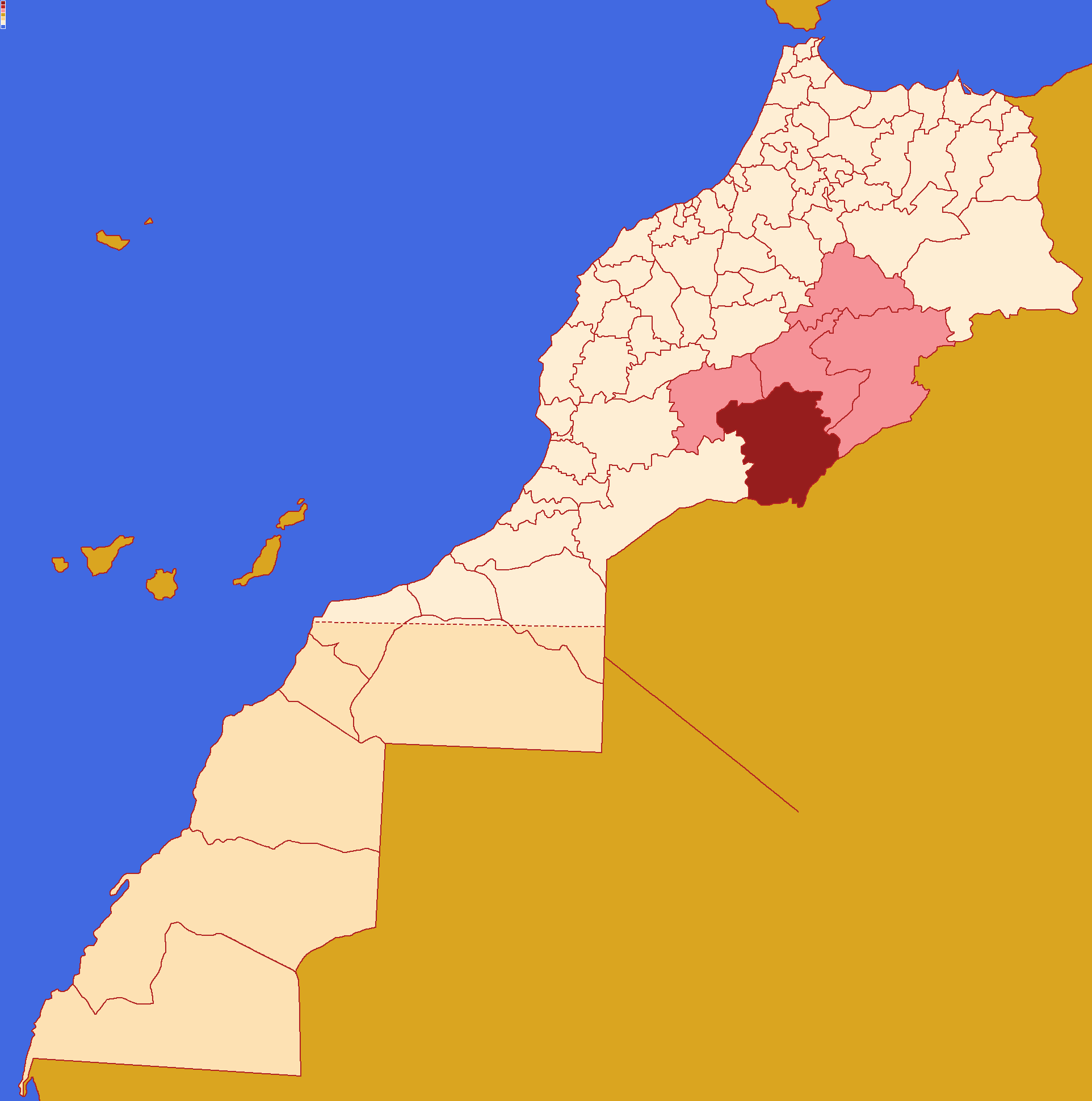
Província de Zagora

## Demografia

### Crescimento populacional
O crescimento populacional da região foi a seguinte:
| 2014      | 2004      |
| --------- | --------- |
| 1.635.008 | 1.493.347 |

### População urbana e rural
A distribuição populacional em termos urbanos e rurais é a seguinte:
|                  | 2014      | 2004      |
| ---------------- | --------- | --------- |
| População urbana | 560.738   | 463.900   |
| População rural  | 1.074.270 | 1.029.447 |
| Total            | 1.635.008 | 1.493.347 |

## Educação
O sistema educativo da região é contituido por:
Ensino primário/fundamental: 610 estabelecimentos públicos e 44 particulares.
Ensino secundário/médio: 130 estabelecimentos públicos e 20 particulares.
Ensino secundário/médio qualificado: 74 estabelecimentos públicos e 5 particulares.
Ensino Superior: 3 Faculdades (Faculté polydisciplinaire à Errachidia, Faculté Polydisciplinaire à Ouarzazate e Faculté des sciences et techniques à Errachidia).

## Saúde
O sistema de saúde da região é contituido por:
Hospitais: 7 hospitais gerais e 2 hospitais especializados.
Centros/Postos de saúde: 26 Centros/Postos de saúde urbanos e 192 Centros/Postos de saúde rurais.

## Economia

### Agricultura
Devido as condições climáticas, a pastorícia é a principal actividade da região. O gado criado é composto principalmente de ovelhas, cabras e bovinos.

#### Floresta
A área reflorestada da região é de cerca de 21.197 hectares concentrados especialmente na província de Midelt.

### Turismo
A oferta hoteleira da região é composta da seguinte maneira:
Hotéis: 311 hotéis com 16.727 camas.
Albergues/Pousadas: 2.302 albergues, 1.767 pousadas.
Residências turísticas: 307 residências turísticas.
Aldeias tuísticas: 442 aldeias de férias turísticas.
Pensões: 88 pensões.

### PIB regional
O PIB regional é o seguinte:
| PIB total                                 | 2015    | 2014    |
| ----------------------------------------- | ------- | ------- |
| PIB da região em milhões de dirrãs (Dh)   | 25.452  | 24.675  |
| PIB Nacional em milhões de dirrãs (Dh)    | 988.021 | 925.376 |
| % da riqueza nacional produzida na região | 3,3%    | 3,4%    |

O PIB per capita é o seguinte:
| PIB per capita                          | 2015   | 2014   |
| --------------------------------------- | ------ | ------ |
| PIB per capita da região em dirrãs (Dh) | 15.494 | 15.122 |
| PIB per capita nacional em dirrãs (Dh)  | 28.953 | 27.345 |
| % da média nacional do PIB per capita   | 53,5%  | 55,3%  |